# Ducesa Therese Petrovna de Oldenburg
Ducesa Therese Petrovna de Oldenburg (30 martie 1852 - 19 aprilie 1883) a fost fiica cea mică a Ducelui Peter de Oldenburg și a soției sale, Prințesa Therese de Nassau-Weilburg.

## Căsătorie
La 12 mai 1879, Therese s-a căsătorit cu George Maximilianovici, al 6-lea Duce de Leuchtenberg (1852-1912), fiul cel mic al lui Maximilian de Beauharnais, al 3-lea Duce de Leuchtenberg și a soțiie lui, Marea Ducesă Maria Nicolaevna a Rusiei (1819–1876). Fratele mai mare al Theresei, Ducele Alexandru Petrovici era căsătorit cu sora lui George, Prințesa Eugenia Maximilianovna din 1868. Fie prin decese fie prin căsătorii morganatice ale fraților mai mari, George a devenit șeful ramurii ruse a Casei de Beauharnais.
Bunicul Theresei a fost căsătorit cu Marea Ducesă Ecaterina Pavlovna a Rusiei, fiica Țarului Paul I al Rusiei, iar descendenții lor au fost crescuți în Rusia. În ciuda titlului lor german, Ducesa Therese ca și fratele ei Ducele Alexandru și tatăl lor au fost crescuți în întregime în Rusia. Therese și frații ei au fost considerați întotdeauna ca parte a familiei imperiale ruse. George și Theresa au avut un fiu:
- Alexandru Georgievici, al 7-lea Duce de Leuchtenberg (13 noiembrie 1881 - 26 septembrie 1942); căsătorit morganatic cu Nadezhda Caralli în 1917.[1]

Ducesa Therese a murit la 19 aprilie 1883 la St. Petersburg la vârsta de 31 de ani. Șase ani mai târziu, George s-a recăsătorit cu Prințesa Anastasia de Muntenegru.